# BRM P153

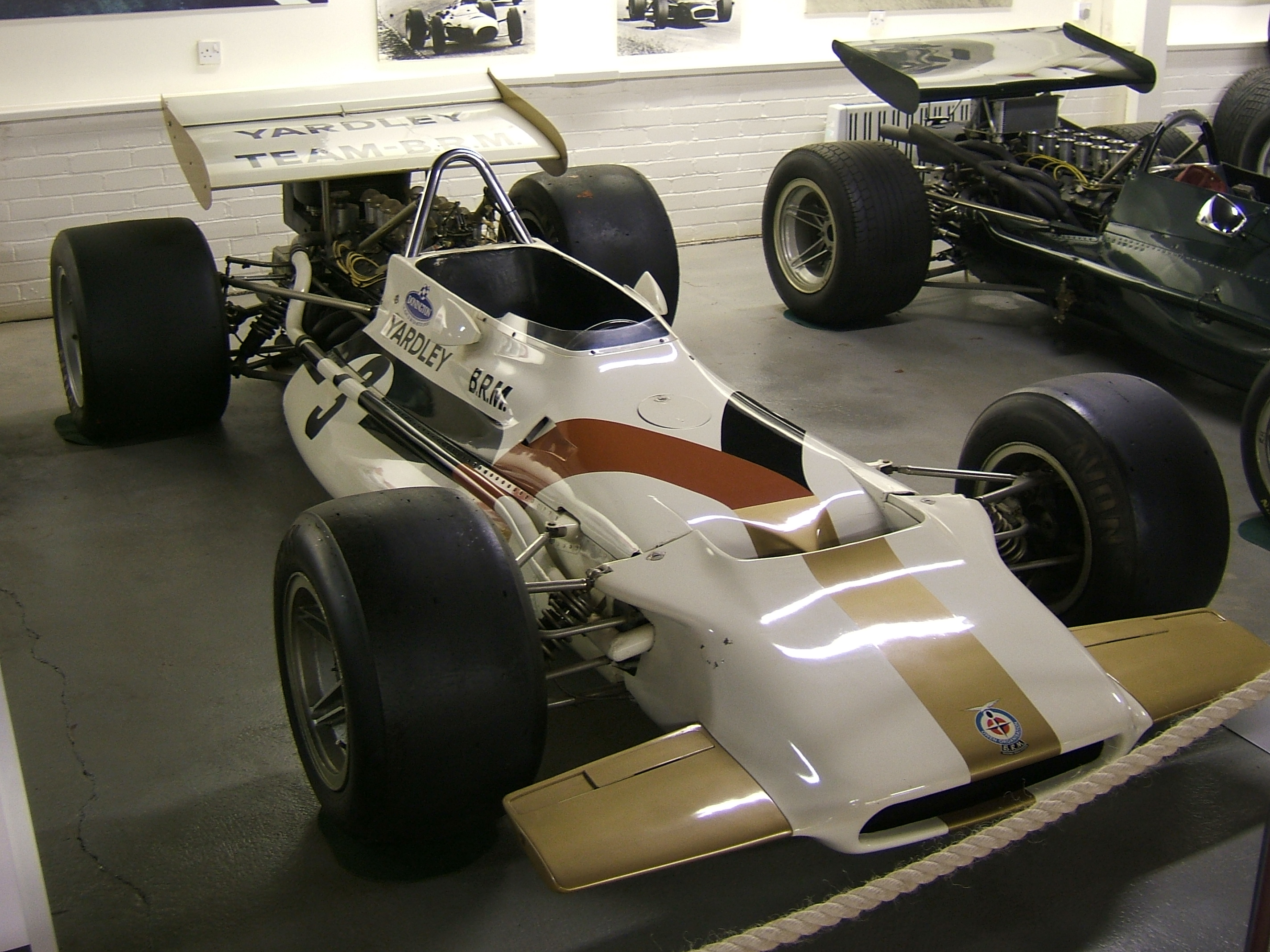
BRM P153 en exhibición.

El BRM P153 fue un monoplaza de Fórmula 1 diseñado por Tony Southgate para el equipo British Racing Motors (BRM), que compitió en las temporadas de 1970, 1971 y 1972. Era impulsado por un motor V12 de 3 litros. Su mejor resultado fue la victoria en el Gran Premio de Bélgica de 1970, donde Pedro Rodríguez venció por 1.1 segundos al March que iba en segundo lugar, pilotado por Chris Amon. El modelo fue presentado por primera vez en color verde británico pero cuando apareció en pista fue cambiado al color de los patrocinadores, Yardley of London.

## Características

### Motor
Tenía un motor BRM de 3.0 litros de 12 cilindros en V que producía 435HP, con 4 válvulas por cilindro con su máxima revolución a 11.000 rpm. Su ignición era por un sistema de encendido eléctrico llamado Magneti Marelli Dinoplex.

### Caja de velocidades
Su caja de cambios era una BRM secuencial tipo P151 con 5 velocidades más marcha atrás, que fue conectada al motor por un embrague Borg&Beck.

### Chasis y suspensión
Tenía un monocasco de aluminio con un soporte tubular unido al motor. Su peso total era de 535kg. Su suspensión delantera era de dobles triángulos sobrepuestos con amortiguadores diagonales externos, y la trasera con triángulos invertidos inferiores con amortiguadores diagonales externos.

## Cadena de propietarios
En 2024 el piloto mexicano Adrián Fernández adquiere el BRM P153/05 del coleccionista privado Jaime Berguel.

## Resultados

### Fórmula 1
(Clave) (negrita indica pole position) (cursiva indica vuelta rápida)

| Año     | Equipo                   | Motor | Monoplaza    | Neu. | Pilotos         | 1   | 2   | 3   | 4   | 5   | 6   | 7   | 8   | 9   | 10  | 11  | 12  | 13  | Puntos | Pos. |
| ------- | ------------------------ | ----- | ------------ | ---- | --------------- | --- | --- | --- | --- | --- | --- | --- | --- | --- | --- | --- | --- | --- | ------ | ---- |
| 1970    | Owen Racing Organisation | P153  | BRM P142 V12 | D    |                 | RSA | ESP | MON | BEL | NED | FRA | GBR | GER | AUT | ITA | CAN | USA | MEX | 23     | 6.º  |
| 1970    | Owen Racing Organisation | P153  | BRM P142 V12 | D    | Jackie Oliver   | Ret |     |     |     |     |     |     |     |     |     |     |     |     | 23     | 6.º  |
| 1970    | Owen Racing Organisation | P153  | BRM P142 V12 | D    | Pedro Rodríguez | 9   |     |     |     |     |     |     |     |     |     |     |     |     | 23     | 6.º  |
| 1970    | Owen Racing Organisation | P153  | BRM P142 V12 | D    | George Eaton    |     | DNQ | DNQ |     |     |     |     |     |     |     |     |     |     | 23     | 6.º  |
| 1970    | Yardley Team BRM         | P153  | BRM P142 V12 | D    | Jackie Oliver   |     | Ret | Ret | Ret | Ret | Ret | Ret | Ret | 5   | Ret | NC  | Ret | 7   | 23     | 6.º  |
| 1970    | Yardley Team BRM         | P153  | BRM P142 V12 | D    | Pedro Rodríguez |     | Ret | 6   | 1   | 10  | Ret | Ret | Ret | 4   | Ret | 4   | 2   | 6   | 23     | 6.º  |
| 1970    | Yardley Team BRM         | P153  | BRM P142 V12 | D    | George Eaton    |     |     |     |     | Ret | 12  | Ret | DNP | 11  | Ret | 10  | Ret |     | 23     | 6.º  |
| 1970    | Yardley Team BRM         | P153  | BRM P142 V12 | D    | Peter Westbury  |     |     |     |     |     |     |     |     |     |     |     | DNQ |     | 23     | 6.º  |
| 1971    | Yardley Team BRM         | P153  | BRM P142 V12 | F    |                 | RSA | ESP | MON | NED | FRA | GBR | GER | AUT | ITA | CAN | USA |     |     | 361    | 2.º1 |
| 1971    | Yardley Team BRM         | P153  | BRM P142 V12 | F    | Jo Siffert      | Ret |     |     |     |     |     |     |     |     |     |     |     |     | 361    | 2.º1 |
| 1971    | Yardley Team BRM         | P153  | BRM P142 V12 | F    | Howden Ganley   | Ret | 10  | DNQ | 7   | 10  | 8   | Ret |     |     |     |     |     |     | 361    | 2.º1 |
| 1971    | Yardley Team BRM         | P153  | BRM P142 V12 | F    | Helmut Marko    |     |     |     |     |     |     |     | 11  | Ret | 12  |     |     |     | 361    | 2.º1 |
| 1971    | Yardley Team BRM         | P153  | BRM P142 V12 | F    | John Cannon     |     |     |     |     |     |     |     |     |     |     | 14  |     |     | 361    | 2.º1 |
| 1972    | Marlboro BRM             | P153  | BRM P142 V12 | F    |                 | ARG | RSA | ESP | MON | BEL | FRA | GBR | GER | AUT | ITA | CAN | USA |     | 141    | 7.º1 |
| 1972    | Marlboro BRM             | P153  | BRM P142 V12 | F    | Reine Wisell    | Ret |     |     |     | DNP |     |     |     |     |     |     |     |     | 141    | 7.º1 |
| 1972    | Marlboro BRM             | P153  | BRM P142 V12 | F    | Helmut Marko    | 10  | 14  |     |     |     |     |     |     |     |     |     |     |     | 141    | 7.º1 |
| 1972    | Marlboro BRM             | P153B | BRM P142 V12 | F    | Helmut Marko    |     |     |     | 8   | 10  |     |     |     |     |     |     |     |     | 141    | 7.º1 |
| 1972    | Marlboro BRM             | P153B | BRM P142 V12 | F    | Vern Schuppan   |     |     |     |     | DNS |     |     |     |     |     |     |     |     | 141    | 7.º1 |
| Fuente: |                          |       |              |      |                 |     |     |     |     |     |     |     |     |     |     |     |     |     |        |      |

- 1 Todos los puntos obtenidos por el BRM P160.